# الذكاء الاصطناعي في الصحة العقلية
يشير الذكاء الاصطناعي في الصحة العقلية إلى تطبيق الذكاء الاصطناعي والتقنيات الحسابية والخوارزميات لدعم فهم وتشخيص وعلاج اضطرابات الصحة العقلية. في سياق الصحة العقلية، يُعتبر الذكاء الاصطناعي أحد مكونات الرعاية الصحية الرقمية، بهدف تحسين إمكانية الوصول والدقة ومعالجة الانتشار المتزايد لمشاكل الصحة العقلية. تتضمن تطبيقات الذكاء الاصطناعي في هذا المجال تحديد وتشخيص الاضطرابات العقلية، وتحليل السجلات الصحية الإلكترونية، وتطوير خطط العلاج الشخصية، والتحليلات للوقاية من الانتحار. هناك أيضًا أبحاث حول المعالجين بالذكاء الاصطناعي، والشركات الخاصة التي تقدم علاجات الكلام مثل العلاج السلوكي المعرفي. على الرغم من فوائدها المحتملة العديدة، فإن تنفيذ الذكاء الاصطناعي في الرعاية الصحية العقلية يطرح تحديات كبيرة واعتبارات أخلاقية، ويظل تبنيه محدودًا حيث يعمل الباحثون والممارسون على معالجة الحواجز القائمة.
يعد الذكاء الاصطناعي مجالًا مزدهرًا بسرعة مع تحقيق تقدم ناجح في مجال الرعاية الصحية. وقد شقت طريقها إلى الصحة العقلية مما أدى إلى تطورات كبيرة في التشخيص والتشخيص والعلاج. إن تطبيق الذكاء الاصطناعي في مجال الصحة العقلية يمكن أن يقضي على وصمة العار وخطورة مشاكل الصحة العقلية على مستوى العالم. لقد أدى الاهتمام الحديث بقضايا الصحة العقلية إلى ظهور حقائق مثيرة للقلق مثل الاكتئاب، الذي يؤثر على ملايين الأشخاص سنويًا. إن التطبيق الحالي للذكاء الاصطناعي في مجال الصحة العقلية لا يلبي الطلب على التخفيف من المخاوف المتعلقة بالصحة العقلية العالمية. في هذه المقالة، سيتم تناول المخاوف الأخلاقية مثل خصوصية البيانات والوصول غير القانوني إلى المعلومات الحساسة. كما تمت مناقشة مسألة ما إذا كانت برامج المحادثة واعية بما يكفي لاستخدامها كمستشارين للصحة العقلية في هذه الورقة.

## الخلفية
في عام 2019، كان 1 من كل 8 أشخاص، أو 970 مليون شخص حول العالم، يعيشون مع اضطراب عقلي، وكانت اضطرابات القلق والاكتئاب الأكثر شيوعًا. في عام 2020، ارتفع عدد الأشخاص الذين يعانون من اضطرابات القلق والاكتئاب بشكل كبير بسبب جائحة كوفيد-19. بالإضافة إلى ذلك، يظهر انتشار اضطرابات الصحة العقلية والإدمان توزيعًا متساويًا تقريبًا بين الجنسين، مما يؤكد على طبيعة هذه القضية على نطاق واسع.
ويهدف استخدام الذكاء الاصطناعي في مجال الصحة العقلية إلى دعم التدخلات المستجيبة والمستدامة ضد التحدي العالمي الذي تفرضه اضطرابات الصحة العقلية. بعض القضايا المشتركة في صناعة الصحة العقلية هي نقص مقدمي الخدمات، والتشخيصات غير الفعالة، والعلاجات غير الفعالة. من المتوقع أن ينمو السوق العالمي لتطبيقات الصحة العقلية التي تعتمد على الذكاء الاصطناعي بشكل كبير، حيث تشير التقديرات إلى زيادة من 0.92 مليار دولار أمريكي في عام 2023 إلى 14.89 مليار دولار أمريكي بحلول عام 2033. يشير هذا النمو إلى الاهتمام المتزايد بقدرة الذكاء الاصطناعي على معالجة التحديات الحرجة في توفير الرعاية الصحية العقلية من خلال تطوير وتنفيذ حلول مبتكرة.

## النهج القائم على الذكاء الاصطناعي
يتم حاليًا تطبيق العديد من تقنيات الذكاء الاصطناعي، بما في ذلك التعلم الآلي (ML)، ومعالجة اللغة الطبيعية (NLP)، والتعلم العميق (DL)، والرؤية الحاسوبية (CV)، والنموذج اللغوي الكبير (LLM) وجيل الذكاء الاصطناعي في سياقات الصحة العقلية المختلفة. تتيح هذه التقنيات الكشف المبكر عن حالات الصحة العقلية، وتقديم توصيات العلاج الشخصية، ومراقبة صحة المريض في الوقت الفعلي.

### التعلم الآلي
التعلم الآلي هو أحد تقنيات الذكاء الاصطناعي التي تمكن أجهزة الكمبيوتر من تحديد الأنماط في مجموعات البيانات الكبيرة وإجراء تنبؤات بناءً على تلك الأنماط. على عكس البحث الطبي التقليدي، الذي يبدأ بفرضية، تقوم نماذج التعلم الآلي بتحليل البيانات الموجودة لاكتشاف الارتباطات وتطوير الخوارزميات التنبؤية. يقتصر التعلم الآلي في الطب النفسي على مدى توفر البيانات وجودتها. تعتمد العديد من التشخيصات النفسية على التقييمات الذاتية والمقابلات والملاحظات السلوكية، مما يجعل جمع البيانات المنظمة أمرًا صعبًا. وقد طبق بعض الباحثين التعلم الانتقالي، وهي تقنية تتكيف مع نماذج التعلم الآلي التي تم تدريبها في مجالات أخرى، للتغلب على هذه التحديات في تطبيقات الصحة العقلية.

### معالجة اللغة الطبيعية
تتيح معالجة اللغة الطبيعية لأنظمة الذكاء الاصطناعي تحليل اللغة البشرية وتفسيرها، بما في ذلك الكلام والنص ونبرة الصوت. في مجال الصحة العقلية، يتم استخدام البرمجة اللغوية العصبية لاستخراج رؤى ذات مغزى من المحادثات والملاحظات السريرية والأعراض التي يبلغ عنها المريض. يمكن للبرمجة اللغوية العصبية تقييم المشاعر وأنماط الكلام والإشارات اللغوية للكشف عن علامات الضيق العقلي. وهذا أمر بالغ الأهمية لأن العديد من التشخيصات واضطرابات الصحة العقلية المذكورة في دي إس إم-5 يتم تشخيصها من خلال الكلام في المقابلات بين الطبيب والمريض، والاستفادة من مهارة الطبيب في التعرف على الأنماط السلوكية وترجمتها إلى معلومات طبية ذات صلة ليتم توثيقها واستخدامها في التشخيص. مع استمرار البحث، يجب على نماذج البرمجة اللغوية العصبية أن تعالج المخاوف الأخلاقية المتعلقة بخصوصية المريض، وموافقته، والتحيزات المحتملة في تفسير اللغة.
تُحدد التطورات في البرمجة اللغوية العصبية، مثل تحليل المشاعر، الفروقات في نبرة الصوت والكلام للكشف عن القلق والاكتئاب. يستخدم «ووبوت» تحليل المشاعر لفحص أنماط الاكتئاب أو اليأس وكشفها، ويقترح مساعدة مهنية للمرضى. وبالمثل، تستخدم «كوجيتو»، وهي منصة ذكاء اصطناعي، تحليل الصوت لاكتشاف التغيرات في درجة الصوت وشدته لتحديد أعراض الاكتئاب أو القلق. يُسهم تطبيق البرمجة اللغوية العصبية في التشخيص المبكر وتحسين استراتيجيات العلاج.

### التعلم العميق
التعلم العميق، وهو جزء من التعلم الآلي، يتضمن شبكات عصبية تحاكي الدماغ البشري لتحليل البيانات المعقدة. وهو مفيد بشكل خاص لتحديد الأنماط الدقيقة في الكلام والتصوير والبيانات الفسيولوجية. تم تطبيق تقنيات التعلم العميق في أبحاث التصوير العصبي لتحديد التشوهات في عمليات مسح الدماغ المرتبطة بحالات مثل الفصام والاكتئاب واضطراب ما بعد الصدمة. ومع ذلك، تتطلب نماذج التعلم العميق مجموعات بيانات واسعة النطاق وعالية الجودة لتعمل بشكل فعال. يشكل التوافر المحدود لمجموعات البيانات الكبيرة والمتنوعة المتعلقة بالصحة العقلية تحديًا، حيث تقيد لوائح خصوصية المرضى الوصول إلى السجلات الطبية. بالإضافة إلى ذلك، تعمل نماذج التعلم العميق غالبًا كـ«صناديق سوداء»، مما يعني أن عمليات اتخاذ القرار الخاصة بها لا يمكن تفسيرها بسهولة من قبل الأطباء، مما يثير المخاوف بشأن الشفافية والثقة السريرية.

### رؤية الكمبيوتر
تمكن الرؤية الحاسوبية الذكاء الاصطناعي من تحليل البيانات المرئية، مثل تعبيرات الوجه ولغة الجسد والتعبيرات الدقيقة، لتقييم الحالات العاطفية والنفسية. يتم استخدام هذه التقنية بشكل متزايد في أبحاث الصحة العقلية للكشف عن علامات الاكتئاب والقلق واضطراب ما بعد الصدمة من خلال تحليل الوجه. تم استكشاف أدوات الرؤية الحاسوبية لقدرتها على اكتشاف الإشارات غير اللفظية، مثل التردد أو التغيرات في التواصل البصري، والتي قد ترتبط بالضيق العاطفي. على الرغم من إمكاناتها، فإن استخدام الرؤية الحاسوبية في الصحة العقلية يثير مخاوف أخلاقية وأخرى تتعلق بالدقة. يمكن أن تتأثر خوارزميات التعرف على الوجه بالتحيزات الثقافية والعرقية، مما يؤدي إلى تفسيرات خاطئة محتملة للتعبيرات العاطفية. وعلاوة على ذلك، لا بد من معالجة المخاوف بشأن الموافقة المستنيرة وخصوصية البيانات قبل التبني السريري الواسع النطاق.

### النموذج اللغوي الكبير وجيل الذكاء الاصطناعي
منذ إدخال النموذج اللغوي الكبير في مجال الذكاء الاصطناعي، وارتباطها برعاية الصحة النفسية، شهدت العديد من التطورات. ومن الأمثلة الشائعة على النموذج اللغوي الكبير ChatGPT وGemini. دُرّبت النموذج اللغوي الكبير على كميات هائلة من البيانات، مما مكّنها من مراعاة مشاعر الآخرين، بل وتقليد سلوكهم، بينما تُغذّى روبوتات الدردشة ببيانات مُبرمجة مسبقًا فقط، مما يُضعف تعاطفها مع المرضى. يُعدّ هذا النوع من تقنيات النموذج اللغوي الكبير مفيدًا جدًا للأشخاص الذين يترددون في طلب المساعدة أو لا يستطيعون الحصول على العلاج.
لكن في الوقت نفسه، لم يُعرف عن النموذج اللغوي الكبير فعاليتهم كما يبدو. قد يُصاب النموذج اللغوي الكبير بحالة تُسمى الهلوسة، حيث قد يُقدمون نصائح طبية خاطئة للمرضى، مما قد يُشكل خطورة بالغة. كما لا يُظهر النموذج اللغوي الكبير المستوى المطلوب من التعاطف والتعاطف، خاصةً في المواقف الصعبة.

## التطبيقات

### التشخيص
يمكن استخدام الذكاء الاصطناعي مع استخدام البرمجة اللغوية العصبية والتعلم الآلي للمساعدة في تشخيص الأفراد الذين يعانون من اضطرابات الصحة العقلية. يمكن استخدامه للتمييز بين الاضطرابات المتشابهة بشكل وثيق بناءً على عرضها الأولي لإعلام العلاج في الوقت المناسب قبل تطور المرض. على سبيل المثال، قد يكون من الممكن التمييز بين الاكتئاب أحادي القطب والاكتئاب ثنائي القطب من خلال تحليل التصوير والفحوصات الطبية. تتمتع الذكاء الاصطناعي أيضًا بالقدرة على تحديد الأمراض الجديدة التي تم تجاهلها بسبب التباين في عرض اضطراب واحد. قد يتجاهل الأطباء ظهور اضطراب ما، لأنه في حين يتم تشخيص العديد من الأشخاص بالاكتئاب، فإن هذا الاكتئاب قد يأخذ أشكالاً مختلفة ويتجسد في سلوكيات مختلفة. يمكن للذكاء الاصطناعي تحليل التباين الموجود في بيانات التعبير البشري وتحديد أنواع مختلفة من الاكتئاب.

### التكهن
يمكن استخدام الذكاء الاصطناعي لإنشاء تنبؤات دقيقة لتطور المرض بمجرد تشخيصه. يمكن لخوارزميات الذكاء الاصطناعي أيضًا استخدام الأساليب القائمة على البيانات لبناء نماذج جديدة للتنبؤ بالمخاطر السريرية دون الاعتماد بشكل أساسي على النظريات الحالية في علم الأمراض النفسية. ومع ذلك، فإن التحقق الداخلي والخارجي لخوارزمية الذكاء الاصطناعي أمر ضروري لفائدتها السريرية. في الواقع، استخدمت بعض الدراسات التصوير العصبي، والسجلات الصحية الإلكترونية، والبيانات الجينية، وبيانات الكلام للتنبؤ بكيفية ظهور الاكتئاب لدى المرضى، أو خطر الانتحار أو تعاطي المخدرات، أو النتائج الوظيفية. ويبدو أن التشخيص واعد للغاية، على الرغم من التحديات المهمة والاعتبارات الأخلاقية مثل:
يمكن للذكاء الاصطناعي في مرحلة الاحتجاز المبكر تحليل الأنماط في الكلام والكتابة وتعبيرات الوجه وسلوك وسائل التواصل الاجتماعي للكشف عن العلامات المبكرة للاكتئاب والقلق واضطراب ما بعد الصدمة وحتى الفصام. (نيويوركر) هل يمكن للذكاء الاصطناعي علاج الأمراض العقلية؟

### العلاج
في الطب النفسي، في كثير من الحالات يتم تجربة العديد من الأدوية على المرضى حتى يتم التوصل إلى التركيبة أو النظام الصحيح لعلاج مرضهم بشكل فعال—وقد تم التحقيق في أنظمة الذكاء الاصطناعي لإمكاناتها في التنبؤ باستجابة العلاج بناءً على البيانات الملاحظة التي تم جمعها من مصادر مختلفة. يتمتع هذا التطبيق للذكاء الاصطناعي بالقدرة على تقليل الوقت والجهد والموارد المطلوبة مع تخفيف العبء على كل من المرضى والأطباء.

## الفوائد
يقدم الذكاء الاصطناعي العديد من المزايا المحتملة في مجال رعاية الصحة العقلية:
- دقة التشخيص المحسنة : تتمتع أنظمة الذكاء الاصطناعي بالقدرة على تحليل مجموعات كبيرة من البيانات—بما في ذلك تصوير الدماغ والاختبارات الجينية والبيانات السلوكية—للكشف عن المؤشرات الحيوية المرتبطة بحالات الصحة العقلية. وقد يساهم هذا في الحصول على تشخيصات أكثر دقة وفي الوقت المناسب.[23]
- تخطيط العلاج الشخصي : يمكن لخوارزميات الذكاء الاصطناعي معالجة المعلومات من السجلات الصحية الإلكترونية (EHRs)، والتصوير العصبي، والبيانات الجينومية لتحديد استراتيجيات العلاج الأكثر فعالية والمصممة خصيصًا للمرضى الأفراد.[23]
- تحسين الوصول إلى الرعاية : يمكن لتقنيات الذكاء الاصطناعي تسهيل تقديم خدمات الصحة العقلية—مثل العلاج السلوكي المعرفي (CBT)—من خلال منصات افتراضية. وقد يؤدي هذا إلى زيادة فرص الحصول على الرعاية الصحية، وخاصة في المناطق النائية أو المحرومة من الخدمات.[23]
- الكشف المبكر والمراقبة : يمكن لأدوات الذكاء الاصطناعي مساعدة الأطباء في التعرف على العلامات التحذيرية المبكرة لاضطرابات الصحة العقلية، مما يتيح التدخلات الاستباقية ويقلل من خطر النوبات الحادة أو الاستشفاء.[5]
- استخدام برامج المحادثة الآلية والمساعدين الافتراضيين : يمكن للأنظمة المدعومة بالذكاء الاصطناعي دعم الوظائف الإدارية، بما في ذلك جدولة المواعيد، وفرز المرضى، وتنظيم التاريخ الطبي. قد يؤدي هذا إلى تحسين الكفاءة التشغيلية وتعزيز مشاركة المرضى.[5]
- التحليلات التنبؤية للوقاية من الانتحار : يمكن لنماذج الذكاء الاصطناعي تحليل البيانات السلوكية والسريرية والاجتماعية لتحديد الأفراد المعرضين لخطر الانتحار بشكل كبير، مما يتيح استراتيجيات الوقاية المستهدفة وإبلاغ سياسات الصحة العامة.[5]

## التحديات
على الرغم من إمكاناتها، فإن تطبيق الذكاء الاصطناعي في مجال الصحة العقلية يطرح عددًا من التحديات الأخلاقية والعملية والتقنية:
- الموافقة المستنيرة والشفافية : تتطلب تعقيدات وغموض أنظمة الذكاء الاصطناعي—وخاصة في كيفية معالجتها للبيانات وتوليد المخرجات—من الأطباء التواصل بشكل واضح مع المرضى بشأن القيود والتحيزات وعدم اليقين المحتملة كجزء من عملية الموافقة المستنيرة.[4]
- الحق في التوضيح : يجوز للمرضى طلب توضيحات بشأن التشخيصات التي تم إنشاؤها بواسطة الذكاء الاصطناعي أو توصيات العلاج. يقع على عاتق مقدمي الرعاية الصحية مسؤولية التأكد من أن هذه التفسيرات متاحة ومفهومة.[4]
- الخصوصية وحماية البيانات : يجب أن يوازن استخدام الذكاء الاصطناعي في رعاية الصحة العقلية بين فائدة البيانات وحماية المعلومات الشخصية الحساسة. إن ضمان وجود إجراءات حماية قوية للخصوصية أمر ضروري لبناء الثقة بين المستخدمين.[4][5]
- الافتقار إلى التنوع في بيانات التدريب : غالبًا ما تعتمد نماذج الذكاء الاصطناعي على مجموعات بيانات قد لا تكون ممثلة لمجموعات سكانية متنوعة. يمكن أن يؤدي هذا إلى نتائج متحيزة وانخفاض الفعالية في تشخيص أو علاج الأفراد من المجموعات غير الممثلة.[5]
- تشكك مقدمي الخدمات وحواجز التنفيذ : قد يتردد الأطباء ومؤسسات الرعاية الصحية في تبني أدوات الذكاء الاصطناعي بسبب نقص الألفة أو المخاوف بشأن الموثوقية أو عدم اليقين بشأن التكامل في سير عمل الرعاية الحالية.[24]
- المسؤولية و«واجب تاراسوف» : في الحالات التي يحدد فيها الذكاء الاصطناعي المريض باعتباره خطرًا محتملاً على نفسه أو على الآخرين، يظل من غير الواضح من يتحمل المسؤولية القانونية والأخلاقية للتصرف—خاصة في الولايات القضائية التي تفرض التزامات إلزامية بالتحذير.
- جودة البيانات وإمكانية الوصول إليها : غالبًا ما يكون من الصعب الحصول على بيانات عالية الجودة حول الصحة العقلية بسبب القيود الأخلاقية ومخاوف الخصوصية. إن الوصول المحدود إلى مجموعات البيانات المتنوعة والشاملة قد يعيق دقة أنظمة الذكاء الاصطناعي وإمكانية تطبيقها في العالم الحقيقي.[25]
- التحيز في البيانات: التحيز في خوارزميات البيانات يعني وضع تفضيلات مجموعات معينة من الأشخاص على الآخرين وهو أمر غير عادل. يتم إنشاء نماذج الذكاء الاصطناعي مع مثل هذه التحيزات التي تؤدي إلى العلاج الخاطئ والتشخيصات غير الصحيحة والنتائج الطبية الضارة. وبسبب هذا التحيز، قد تتعرض المجموعات ذات الخلفيات المتنوعة لخطر عدم التمثيل. يتم تدريب معظم أنظمة الذكاء الاصطناعي على بيانات السكان الغربيين، وهو ما قد يكون أيضًا سببًا للتحيز الخوارزمي. إذا لم يكن من الممكن تدريب أنظمة الذكاء الاصطناعي على البيانات الشاملة، فإن ذلك يعرضها لخطر زيادة الفوارق العرقية ومشاكل الصحة العقلية.[26]

## الاتجاهات الحالية للذكاء الاصطناعي في الصحة العقلية
اعتبارًا من عام 2020، لم توافق إدارة الغذاء والدواء (FDA) بعد على أي أدوات تعتمد على الذكاء الاصطناعي لاستخدامها في الطب النفسي. ومع ذلك، في عام 2022، منحت إدارة الغذاء والدواء الأمريكية ترخيصًا للاختبار الأولي لأداة تقييم الصحة العقلية التي تعتمد على الذكاء الاصطناعي والمعروفة باسم تقييم النتائج السريرية الناتج عن الذكاء الاصطناعي (بالإنجليزية: AI-COA). يستخدم هذا النظام معالجة الإشارات السلوكية متعددة الوسائط والتعلم الآلي لتتبع أعراض الصحة العقلية وتقييم شدة القلق والاكتئاب. تم دمج تقييم النتائج السريرية الناتج عن الذكاء الاصطناعي في برنامج تجريبي لتقييم فعاليته السريرية. اعتبارًا من عام 2025، لم يحصل على الموافقة التنظيمية الكاملة.
تستمر شركات التكنولوجيا الناشئة في مجال الصحة العقلية في قيادة نشاط الاستثمار في الصحة الرقمية على الرغم من التأثيرات المستمرة للعوامل الاقتصادية الكلية مثل التضخم وانقطاعات سلسلة التوريد وأسعار الفائدة.
وفقًا لتقرير رؤى سي بي، حالة تكنولوجيا الصحة العقلية 2021، جمعت شركات تكنولوجيا الصحة العقلية 5.5 مليار دولار على مستوى العالم (324 صفقة)، بزيادة قدرها 139% عن العام السابق الذي سجل 258 صفقة.
وقد أبرمت عدد من الشركات الناشئة التي تستخدم الذكاء الاصطناعي في مجال الرعاية الصحية العقلية صفقات بارزة في عام 2022 أيضًا. ومن بين هذه المشاريع روبوت المحادثة بالذكاء الاصطناعي ويسا (تمويل بقيمة 20 مليون دولار)، و بلو سكاي الذي يعمل على تحسين التشخيص المبكر (3.4 مليون جنيه إسترليني)، ودفتر الملاحظات الذكي أب هيل لمحترفي الصحة العقلية (1.068 مليون يورو)، ورفيق الصحة العقلية القائم على الذكاء الاصطناعي كلير آند مي (مليون يورو). تأسست شركة إيركيك في عام 2021، وتعمل كـ«معالج الذكاء الاصطناعي» لدعم الصحة العقلية.
يشير تحليل المشهد الاستثماري والبحوث الجارية إلى أننا من المرجح أن نشهد ظهور المزيد من روبوتات الذكاء الاصطناعي الذكية عاطفياً وتطبيقات الصحة العقلية الجديدة المدعومة بقدرات التنبؤ والكشف التي توفرها الذكاء الاصطناعي.
على سبيل المثال، قام الباحثون في المركز الطبي بجامعة فاندربيلت في تينيسي بالولايات المتحدة، بتطوير خوارزمية تعلم آلي تستخدم بيانات دخول الشخص إلى المستشفى، بما في ذلك العمر والجنس والتشخيصات الطبية السابقة، للتوصل إلى تنبؤ دقيق بنسبة 80% حول ما إذا كان هذا الفرد من المرجح أن ينتحر. ويستعد الباحثون في جامعة فلوريدا لاختبار منصة الذكاء الاصطناعي الجديدة التي تهدف إلى إجراء تشخيص دقيق للمرضى المصابين بمرض باركنسون في مراحله المبكرة. كما يجري البحث أيضًا لتطوير أداة تجمع بين الذكاء الاصطناعي القابل للتفسير والتعلم العميق لوصف خطط علاجية مخصصة للأطفال المصابين بالفصام.
تستطيع أنظمة الذكاء الاصطناعي التنبؤ بالعلاجات وتخطيطها بدقة وفعالية في جميع مجالات الطب، بمستويات تُضاهي مستويات الأطباء والممارسين السريريين العامين. على سبيل المثال، أظهر أحد نماذج الذكاء الاصطناعي دقة تشخيصية أعلى للاكتئاب واضطراب ما بعد الصدمة مقارنةً بالأطباء العامين في دراسات مُحكمة.
يجري تطوير أنظمة ذكاء اصطناعي تُحلل بيانات مواقع التواصل الاجتماعي للكشف عن مخاطر الصحة النفسية بكفاءة وفعالية من حيث التكلفة على نطاق أوسع من السكان. تشمل المخاوف الأخلاقية عدم تكافؤ أداء الخدمات الرقمية، واحتمالية تأثير التحيزات على عملية اتخاذ القرار، بالإضافة إلى مشاكل الثقة والخصوصية وعلاقة الطبيب بالمريض.
في يناير 2024، طوّر أطباء وعلماء من مركز سيدارز-سيناء برنامجًا فريدًا من نوعه يستخدم الواقع الافتراضي الغامر والذكاء الاصطناعي التوليدي لتقديم الدعم في مجال الصحة العقلية. يُطلق على البرنامج اسم إكس إيه آي إيه، ويستخدم نموذجًا لغويًا كبيرًا مُبرمجًا ليشبه المعالج البشري.
تُجري جامعة جنوب كاليفورنيا أبحاثًا حول فعالية مُعالِجة افتراضية تُدعى إيلي. باستخدام كاميرا ويب وميكروفون، يستطيع هذا الذكاء الاصطناعي معالجة وتحليل الإشارات العاطفية المُستمدة من وجه المريض واختلاف تعابير وجهه ونبرة صوته. 
قام فريق من علماء النفس وخبراء الذكاء الاصطناعي في جامعة ستانفورد بإنشاء «ووبوت». ووبوت هو تطبيق يجعل جلسات العلاج متاحة على مدار الساعة طوال أيام الأسبوع. يتتبع ووبوت الحالة المزاجية لمستخدميه من خلال محادثات دردشة يومية قصيرة ويقدم مقاطع فيديو مختارة أو ألعاب كلمات لمساعدة المستخدمين في إدارة صحتهم العقلية.  قام فريق اسكندنافي من مهندسي البرمجيات وأخصائي علم النفس السريري بإنشاء «الخدمات الصادقة». خدمات صادقة هو تطبيق يهدف إلى محاكاة العلاج بالكلام التقليدي مع معالج الذكاء الاصطناعي.
يمكن أن يُسهم دمج الذكاء الاصطناعي مع سجلات السجلات الصحية الإلكترونية والبيانات الجينومية والوصفات الطبية في دقة العلاج. «خاتم أورا»، وهو تقنية قابلة للارتداء، يفحص معدل ضربات قلب الفرد وروتين نومه آنيًا لتقديم اقتراحات مُخصصة. يتمتع هذا التطبيق القائم على الذكاء الاصطناعي بإمكانيات متزايدة في مكافحة وصمة العار المرتبطة بالصحة النفسية.

## مقارنات النتائج: الذكاء الاصطناعي مقابل العلاج التقليدي
تظهر الأبحاث أن أدوات الصحة العقلية المدعومة بالذكاء الاصطناعي، وخاصة تلك التي تستخدم العلاج السلوكي المعرفي (CBT)، يمكن أن تعمل على تحسين أعراض القلق والاكتئاب، وخاصة في الحالات الخفيفة إلى المتوسطة. على سبيل المثال، أدت التدخلات القائمة على برامج المحادثة الآلية مثل ووبوت إلى تقليل أعراض الاكتئاب بشكل كبير لدى الشباب البالغين في غضون أسبوعين، مع نتائج مماثلة للتدخلات البشرية القصيرة. وجدت دراسة تحليلية أجريت عام 2022 لأدوات الصحة العقلية الرقمية، بما في ذلك التطبيقات المعززة بالذكاء الاصطناعي، فعالية معتدلة في تقليل الأعراض عندما كان تفاعل المستخدم مرتفعًا، وكانت التدخلات قائمة على الأدلة.
مع ذلك، يظل العلاج التقليدي أكثر فعالية في حالات الصحة النفسية المعقدة أو عالية الخطورة التي تتطلب دقة عاطفية وعمقًا في العلاقات، مثل اضطراب ما بعد الصدمة، والاكتئاب الشديد، أو الانتحار. يُستشهد كثيرًا بالتحالف العلاجي، أو العلاقة بين المريض والطبيب، في الأدبيات السريرية كعامل مهم في نتائج العلاج، حيث يُمثل ما يصل إلى 30% من النتائج الإيجابية. في حين أن أدوات الذكاء الاصطناعي قادرة على اكتشاف أنماط السلوك والكلام، إلا أنها محدودة حاليًا في محاكاة الدقة العاطفية وحساسية السياق الاجتماعي التي يوفرها الأطباء البشريون عادةً. لذا، يرى معظم الخبراء أن الذكاء الاصطناعي في الصحة النفسية أداة تكميلية، تُستخدم على أفضل وجه لفحص الرعاية أو مراقبتها أو تعزيزها بين الجلسات التي يقودها الأطباء.
في حين تتفوق أنظمة الذكاء الاصطناعي في معالجة مجموعات البيانات الضخمة وتوفير دعم مستمر على مدار الساعة، إلا أن صعوبتها وحدود فهمها السياقي لا تزال تُشكل عوائق كبيرة. يستطيع المعالجون البشريون التكيف آنيًا مع نبرة الصوت ولغة الجسد وظروف الحياة، وهو أمر لم تُتقنه نماذج التعلم الآلي بعد. ومع ذلك، تُبشر النماذج المتكاملة التي تجمع بين تتبع الأعراض المُدار بواسطة الذكاء الاصطناعي وإشراف الطبيب المعالج بنتائج واعدة. قد تزيد هذه الأساليب الهجينة من إمكانية الوصول، وتُخفف العبء الإداري، وتدعم الكشف المبكر، مما يسمح للأطباء البشريين بالتركيز على الرعاية العلائقية. تشير الأبحاث الحالية إلى أن الذكاء الاصطناعي في مجال رعاية الصحة النفسية من المرجح أن يُعزز العلاج الذي يُقدمه الطبيب المعالج بدلًا من أن يحل محله، لا سيما من خلال دعم تحليل البيانات والمراقبة المستمرة.

## النقد
على الرغم من أن الذكاء الاصطناعي في الصحة العقلية يعد مجالًا متناميًا يتمتع بإمكانات كبيرة، إلا أن هناك العديد من المخاوف والانتقادات فيما يتعلق بتطبيقه:
- قيود البيانات : إن أحد العوائق الكبيرة أمام تطوير أدوات الذكاء الاصطناعي الفعالة في مجال رعاية الصحة العقلية هو التوافر المحدود للبيانات عالية الجودة والتمثيلية. غالبًا ما تكون بيانات الصحة العقلية حساسة، ويصعب توحيدها، وتخضع لقيود الخصوصية، مما قد يعيق تدريب نماذج الذكاء الاصطناعي القوية والقابلة للتعميم.[42]
- التحيز الخوارزمي : قد ترث أنظمة الذكاء الاصطناعي وتضخم التحيزات الموجودة في مجموعات البيانات التي تم تدريبها عليها. وقد يؤدي هذا إلى تقييمات غير دقيقة أو معاملة غير متساوية، وخاصة بالنسبة للمجموعات المهمشة أو غير الممثلة بشكل كافٍ.[43] من المهم أن تكون التطورات في مجال الرعاية الصحية العقلية صالحة أخلاقياً. وتتمثل المخاوف الأخلاقية الرئيسية في انتهاك خصوصية البيانات، والتحيز في خوارزميات البيانات، والوصول غير القانوني إلى البيانات، والوصمة المرتبطة بعلاج الصحة العقلية. يمكن أن تؤدي التحيزات الخوارزمية إلى تشخيصات خاطئة وعلاجات غير صحيحة وهو أمر خطير. إحدى الطرق للتخفيف من هذه المشكلة هي التأكد من عدم فصل البيانات الطبية على أساس التركيبة السكانية للمريض. وهناك طريقة أخرى تتمثل في التخلص من أسلوب تحديد الجنس الثنائي والتأكد من إبلاغ كبار المسؤولين بأي تطورات في تكنولوجيا الذكاء الاصطناعي لتجنب التحيز في النماذج. إن إنشاء نظام مبرر يتقدم فيه الذكاء الاصطناعي بشكل أخلاقي، مع تطبيقاته في العالم الحقيقي التي تساعد المتخصصين الطبيين بدلاً من استبدالهم، يجب أن يكون أولوية.[6][15]
- الخصوصية وأمن البيانات : يتطلب تنفيذ الذكاء الاصطناعي في مجال الصحة العقلية عادةً جمع وتحليل كميات كبيرة من المعلومات الشخصية والحساسة. ويثير هذا مخاوف أخلاقية فيما يتعلق بموافقة المستخدم وحماية البيانات وإساءة استخدام المعلومات.[44]
- خطر النصائح الضارة : تعرضت بعض أدوات الصحة النفسية القائمة على الذكاء الاصطناعي لانتقادات بسبب تقديمها إرشادات غير مناسبة أو ضارة. على سبيل المثال، وردت تقارير عن روبوتات دردشة تقدم للمستخدمين توصيات خطيرة، منها حالة انتحار رجل بعد أن زُعم أن روبوت دردشة شجع على التضحية بالنفس.  استجابةً لمثل هذه الحوادث، تم إيقاف العديد من تطبيقات الصحة النفسية القائمة على الذكاء الاصطناعي أو إعادة تقييمها لضمان سلامتها.
- العلاقة العلاجية : لقد أظهرت عقود من الأبحاث النفسية أن جودة العلاقة العلاجية—التعاطف والثقة والاتصال الإنساني—هي واحدة من أهم المؤشرات على نتائج العلاج. وقد تساءل بعض الباحثين عما إذا كانت أنظمة الذكاء الاصطناعي قادرة على تكرار الديناميكيات العلائقية التي ثبت أنها تساهم في تحقيق نتائج علاجية إيجابية.  ومن المتوقع أن يكون المتخصصون في المجال الطبي متعاطفين ومتعاطفين عند التعامل مع مرضاهم. ومع ذلك، قال بعض المؤلفين إن الناس يتفاعلون مع برامج المحادثة الآلية، وهم يدركون تمامًا أنها غير قادرة على التعاطف الحقيقي مثل البشر، ولا يتوقعون منها أن تكون واعية في ردودها. وأشار مؤلفون آخرون إلى أنه من غير المنطقي أن نتوقع من المرضى أن يكونوا عرضة للتأثر العاطفي ومنفتحين على برامج المحادثة الآلية. إن المتخصصين في المجال الطبي فقط هم من يمتلكون «اللمسة الإنسانية» التي تساعدهم على فهم «العامل X» لمرضاهم وهو ما لا تستطيع الآلات القيام به. من الممكن أيضًا أن يكون المعالجون والمتخصصون في المجال الطبي مرهقين عاطفيًا للغاية في نهاية اليوم بحيث لا يتمكنون من إظهار التعاطف الذي يستحقه مرضاهم. قد يكون لنماذج الذكاء الاصطناعي والروبوتات الدردشة الأفضلية هنا. من المهم الحفاظ على التوازن بين استخدام نماذج الذكاء الاصطناعي وتوظيف المتخصصين في الرعاية الصحية.[26][45]
- الافتقار إلى الفهم العاطفي : على عكس المعالجين البشريين، لا تمتلك أنظمة الذكاء الاصطناعي تجارب حية أو وعيًا عاطفيًا. وقد أثارت هذه القيود نقاشًا حول دور الذكاء الاصطناعي في معالجة الاحتياجات الصحية العقلية المعقدة عاطفياً. يزعم بعض الخبراء أن الذكاء الاصطناعي لا يمكن أن يحل محل العلاج الذي يركز على الإنسان، وخاصة في الحالات التي تتطلب مشاركة عاطفية عميقة.[46]

## القضايا الأخلاقية
على الرغم من أن الأمر لا يزال يتطلب إحراز تقدم كبير، فإن دمج الذكاء الاصطناعي في الصحة العقلية يؤكد على الحاجة إلى أطر قانونية وتنظيمية لتوجيه تطويره وتنفيذه. إن تحقيق التوازن بين التفاعل البشري والذكاء الاصطناعي في الرعاية الصحية أمر صعب، حيث يوجد خطر يتمثل في أن زيادة الأتمتة قد تؤدي إلى نهج أكثر آلية، مما قد يقلل من اللمسة الإنسانية التي تميز هذا المجال تقليديًا. علاوة على ذلك، فإن منح المرضى الشعور بالأمن والسلامة يعد أولوية نظرًا لاعتماد الذكاء الاصطناعي على البيانات الفردية لأداء المدخلات والاستجابة لها. يحذر بعض الخبراء من أن الجهود المبذولة لزيادة إمكانية الوصول من خلال الأتمتة قد تؤثر بشكل غير مقصود على جوانب تجربة المريض، مثل الثقة أو الدعم المتصور. لتجنب الانحراف في الاتجاه الخاطئ، ينبغي مواصلة إجراء المزيد من الأبحاث لتطوير فهم أعمق للجوانب التي ينتج عنها دمج الذكاء الاصطناعي مزايا وعيوب.
تعتبر خصوصية البيانات وسريتها أحد أكثر التهديدات الأمنية شيوعًا للبيانات الطبية. من المعروف أن برامج المحادثة الآلية تُستخدم كمساعدين افتراضيين للمرضى، ولكن البيانات الحساسة التي تجمعها قد لا تكون محمية لأن القانون الأمريكي لا يعتبرها أجهزة طبية. تستغل شركات الأدوية هذه الثغرة للوصول إلى معلومات حساسة واستخدامها لأغراضها الخاصة، مما يؤدي إلى انعدام الثقة في برامج الدردشة الآلية، وقد يتردد المرضى في تقديم المعلومات الأساسية لعلاجهم. يخزن الذكاء الاصطناعي المحادثة ويتذكر كل محادثة مع المريض بدقة كاملة، كما تقوم الهواتف الذكية أيضًا بجمع البيانات من سجل البحث وتتبع نشاط التطبيق. إذا تم تسريب مثل هذه المعلومات الخاصة، فقد يؤدي ذلك إلى زيادة الوصمة المرتبطة بالصحة العقلية. إن خطر الجرائم الإلكترونية وإمكانية وصول الحكومة غير المحمية إلى بياناتنا، كلها عوامل تثير مخاوف جدية بشأن أمن البيانات.
بالإضافة إلى ذلك، قد يؤدي عدم الوضوح والانفتاح في نماذج الذكاء الاصطناعي إلى فقدان ثقة المريض بمستشاريه أو أطبائه، إذ يجهل الشخص العادي كيفية استخلاصهم للنتائج عند تقديم نصائح طبية معينة. يُعدّ الوصول إلى هذه المعلومات ضروريًا لبناء الثقة. ومع ذلك، فإن العديد من هذه النماذج تعمل كـ«صناديق سوداء»، مما يُقلل من فهم آلية عملها. ولذلك، سلّط خبراء الذكاء الاصطناعي الضوء على المعايير الأخلاقية وتنوع البيانات والاستخدام الصحيح لأدوات الذكاء الاصطناعي في مجال الرعاية الصحية النفسية.

## معالجة التحيز والتمييز في أدوات الصحة العقلية القائمة على الذكاء الاصطناعي
أظهر الذكاء الاصطناعي إمكانات واعدة في إحداث نقلة نوعية في رعاية الصحة النفسية من خلال أدوات تدعم التشخيص، وتتبّع الأعراض، والتدخلات الشخصية. ومع ذلك، لا تزال هناك مخاوف كبيرة بشأن الطرق التي قد تُعزز بها هذه الأنظمة، دون قصد، التفاوتات القائمة في الرعاية. ولأن نماذج الذكاء الاصطناعي تعتمد بشكل كبير على بيانات التدريب، فإنها معرضة بشكل خاص للتحيز إذا لم تعكس هذه البيانات التنوع العرقي والثقافي والجنسي والاجتماعي والاقتصادي الموجود لدى عامة السكان.
على سبيل المثال، وجدت دراسة أجريت عام 2024 من جامعة كاليفورنيا أن أنظمة الذكاء الاصطناعي التي تحلل بيانات وسائل التواصل الاجتماعي للكشف عن الاكتئاب أظهرت دقة منخفضة بشكل كبير بالنسبة للأمريكيين السود مقارنة بالمستخدمين البيض، بسبب الاختلافات في أنماط اللغة والتعبير الثقافي التي لم يتم تمثيلها بشكل كافٍ في بيانات التدريب. وعلى نحو مماثل، قد تسيء نماذج معالجة اللغة الطبيعية المستخدمة في إعدادات الصحة العقلية تفسير اللهجات أو أشكال التواصل الثقافية المحددة، مما يؤدي إلى تشخيص خاطئ أو تجاهل علامات الضيق. إن مثل هذه الأخطاء قد تؤدي إلى تفاقم التفاوتات القائمة، وخاصة بالنسبة للفئات المهمشة التي تواجه بالفعل صعوبة في الوصول إلى خدمات الصحة العقلية.
قد تظهر التحيزات أيضًا خلال مرحلتي تصميم وتطبيق تطوير الذكاء الاصطناعي. قد ترث الخوارزميات التحيزات الضمنية لمبتكريها، أو تعكس تفاوتات هيكلية قائمة في أنظمة الرعاية الصحية والمجتمع ككل. وقد أدت هذه القضايا إلى تزايد الدعوات إلى العدالة والشفافية والإنصاف في تطوير تقنيات الصحة النفسية.
استجابةً لذلك، يتخذ الباحثون ومؤسسات الرعاية الصحية خطواتٍ لمعالجة التحيز وتعزيز نتائج أكثر إنصافًا. وتشمل الاستراتيجيات الرئيسية ما يلي:
- ممارسات البيانات الشاملة : يعمل المطورون على تنظيم واستخدام مجموعات البيانات التي تعكس مجموعات سكانية متنوعة من حيث العرق والانتماء العرقي والهوية الجنسية والخلفية الاجتماعية والاقتصادية. يساعد هذا النهج على تحسين إمكانية التعميم والإنصاف لنماذج الذكاء الاصطناعي.[48]
- تقييم التحيز والتدقيق : يتم تقديم أطر عمل لتحديد وتخفيف التحيز الخوارزمي عبر دورة حياة أدوات الذكاء الاصطناعي. يتضمن ذلك التحقق الداخلي (ضمن بيانات التدريب) والتحقق الخارجي عبر مجموعات سكانية جديدة ومتنوعة.[49]
- إشراك المجتمع وأصحاب المصلحة : تعطي بعض المشاريع الآن الأولوية لإشراك المرضى والأطباء وممثلي المجتمعات غير الممثلة في مراحل التصميم والاختبار والتنفيذ. يساعد هذا في ضمان الصلة الثقافية ويدعم الثقة الأكبر في الأدوات التي تساعدها الذكاء الاصطناعي.[50]
- الشفافية والقدرة على التفسير : تركز الجهود الجديدة على بناء أنظمة «الذكاء الاصطناعي القابل للتفسير» التي توفر نتائج وتبريرات قابلة للتفسير للقرارات السريرية، مما يسمح للمرضى والمقدمين بفهم النتائج التي يولدها الذكاء الاصطناعي وتحديها بشكل أفضل.[49]

لا تزال هذه الجهود في مراحلها الأولى، لكنها تعكس إدراكًا متزايدًا بأن العدالة يجب أن تكون مبدأً أساسيًا في نشر الذكاء الاصطناعي في مجال رعاية الصحة النفسية. عند تصميمها بعناية، يمكن لأنظمة الذكاء الاصطناعي أن تُسهم في نهاية المطاف في تقليص الفوارق في الرعاية من خلال تحديد الفئات السكانية المحرومة، وتصميم التدخلات بما يتناسب مع احتياجاتها، وزيادة فرص الوصول إليها في المجتمعات النائية أو المهمشة. وسيكون الاستثمار المستمر في التصميم الأخلاقي، والرقابة، والتطوير التشاركي أمرًا بالغ الأهمية لضمان ألا تُكرر أدوات الذكاء الاصطناعي الظلم التاريخي، بل تُسهم في الارتقاء برعاية الصحة النفسية نحو مزيد من العدالة.

## الآفاق والخاتمة
يتطور الذكاء الاصطناعي في مجال الصحة النفسية مع الرعاية الشخصية التي تتضمن بيانات الصوت والكلام والبيانات الحيوية. ولكن لمنع التحيز الخوارزمي، يجب أن تكون النماذج شاملة ثقافيًا أيضًا. ختامًا، تُبرز هذه المقالة أهمية الذكاء الاصطناعي في الصحة النفسية، ولكن يجب تناول مواضيع مثل القضايا الأخلاقية والاستخدامات العملية والتحيز في النماذج التوليدية لضمان رعاية صحية نفسية فعّالة.

## للقراءة الإضافية
- Lee، Ellen E.؛ Torous، John؛ De Choudhury، Munmun؛ Depp، Colin A.؛ Graham، Sarah A.؛ Kim، Ho-Cheol؛ Paulus، Martin P.؛ Krystal، John H.؛ Jeste، Dilip V. (2021). "Artificial Intelligence for Mental Health Care: Clinical Applications, Barriers, Facilitators, and Artificial Wisdom". Biological Psychiatry: Cognitive Neuroscience and Neuroimaging. ج. 6 ع. 9: 856–864. DOI:10.1016/j.bpsc.2021.02.001. PMC:8349367. PMID:33571718.
- Alhuwaydi، Ahmed M. (2024). "Exploring the Role of Artificial Intelligence in Mental Healthcare: Current Trends and Future Directions – A Narrative Review for a Comprehensive Insight". Risk Management and Healthcare Policy. ج. 17: 1339–1348. DOI:10.2147/RMHP.S461562. PMC:11127648. PMID:38799612.
- Liu، Feng؛ Ju، Qianqian؛ Zheng، Qijian؛ Peng، Yujia (2024). "Artificial intelligence in mental health: innovations brought by artificial intelligence techniques in stress detection and interventions of building resilience". Current Opinion in Behavioral Sciences. ج. 60: 101452. DOI:10.1016/j.cobeha.2024.101452.